# Gušti
Gušti (pravo ime Miha Guštin), slovenski kitarist, tekstopisec ter skladatelj rock in pop glasbe, * 14. junij 1971, Ljubljana
Napisal je glasbo in besedila za uspešnice skupine Big Foot Mama, kot so »Garbage«, »Led s severa«, »Mala nimfomanka«, »Nisem več s tabo« in »Črn tulipan«.
Je soavtor glasbe za film Nika (2016) ter televizijske serije Slovenski vodni krog, Naša mala klinika in Nova dvajseta. 
Z Big Foot Mamo je prvič nastopil septembra 1990. Leta 2002 je izdal prvi solistični album Dolce Vita, na katerem je bil glasbena gostja pevka Polona Kasal, s katero sta potem nekaj časa delovala v duetu.

### Zgodnja leta
Obiskoval je OŠ dr. Vita Kraigherja in geodetsko smer na srednji gradbeni šoli. V podobni smeri je poskusil s študijem. Pri trinajstih je postal član orkestra Mandolina, kjer je igral kitaro in kontrabas.

### Tožba Ane Jud zaradi zapisa na blogu
Guštin je 16. oktobra 2006 na Siolovem blogu zapisal, da pozna Ano Jud še iz časov, ko ni bila znana. Opisal jo je kot brezvezno, preračunljivo, psihopatsko, uničevalno, besnečo in izkoriščevalsko »grupi«, ki je pustila njegovega lahkovernega znanca na cedilu. Ko jo je po približno osmih letih videl po televiziji na promociji njene knjige Rokomavhi, se je razburil, zaradi česar je zapis na blogu zaključil z očitkom, da bo svojim vnukom zaradi njenega hvaljenja z intimni zvezami s politiki in gospodarstveniki v sramoto. Pri tem ni varčeval z vulgarnimi izrazi.
Čez nekaj dni je Judova zahtevala umik prispevka. Okrožno sodišče v Ljubljani je odredilo umik spornega zapisa s komentarji z grožnjo, da bo v nasprotnem primeru Siolu odredil plačilo globe do 50 milijonov slovenskih tolarjev. Judova je od siola želela odškodnino, Guština pa je nameravala tožiti. Kasneje je Guštin zaradi posledic objavo bloga obžaloval, saj se ni hotel spuščati na nivo rumenega tiska. Leta 2014 je bil dokončno oproščen obtožb o onečaščenju dobrega imena Ane Jud in blog je spet postal dostopen.

### Zasebno
Poročen je z Nizozemko Chantal Van Mourik, s katero ima tri otroke. Njegov najstarejši sin Kris Guštin je glasbenik, kitarist skupine Joker Out.

## Diskografija(solo kariera)

### Albumi
- Dolce vita. Multimedia, 2002 (COBISS)
- Guštin, Miha; Kasal, Polona. GP. Streetz 100/100, 2005 (COBISS)
- Naša stvar. Založba kaset in plošč, VAL 202, 2011 (COBISS)